# Tresnuraghes
Tresnuraghes (sardinski: Tresnuràghes) je grad i općina (comune) u pokrajini Oristanu u regiji Sardiniji, Italija. Nalazi se na nadmorskoj visini od 257 metara i ima 1 159 stanovnika.
 Prostire se na 31,58 km². Gustoća naseljenosti je 37 st/km².
Susjedne općine su: Cuglieri, Flussio, Magomadas i Sennariolo.